# Albert Vandeplancke
Albert Désiré Vandeplancke (* 2. Januar 1911 in Tourcoing; † 1. April 1939 ebenda) war ein französischer Schwimmer und Wasserballspieler.

## Karriere
Vandeplancke nahm an den Olympischen Spielen 1928 teil. In Amsterdam scheiterte er im Schwimmwettbewerb mit der französischen Staffel über 4 × 200 m Freistil im Vorlauf, über 400 m Freistil erreichte er das Halbfinale. Auch für die Disziplin 1500 m Freistil war der Sportler gemeldet, trat aber nicht an. Zusätzlich nahm er mit der französischen Nationalmannschaft am Wasserballwettbewerb teil – die Mannschaft wurde Dritter und er sicherte sich somit die Bronzemedaille.
Auf nationaler Ebene errang der Franzose 1926 und 1928 die Titel über 400 m Freistil. In den Folgejahren gewann er vier Mal die Meisterschaft im Langstreckenschwimmen. 1928, 1930 und 1931 siegte er außerdem in der Traversée de Paris.
Sein Schwiegervater Paul Beulque nahm 1912 am olympischen Wettkampf im Wasserball teil.